# Colette Moeglin
Pour les articles homonymes, voir Moeglin.
Colette Moeglin est une mathématicienne française née en 1953, travaillant dans le domaine des formes automorphes, un sujet à l'intersection de la théorie des nombres et de la théorie des représentations.

## Carrière
Colette Moeglin est ancienne élève de l'École normale supérieure de jeunes filles (promotion S1972).
Elle est directrice de recherche au Centre national de la recherche scientifique et travaille actuellement à l'Institut de mathématiques de Jussieu. Elle est conférencière invitée au Congrès international des mathématiciens en 1990 à Kyoto, avec une conférence sur les formes automorphes de carré intégrable,.

## Prix et distinctions
Elle a reçu le prix Jaffé de l'Académie des sciences en 2004, « pour récompenser son œuvre portant notamment sur les algèbres enveloppantes d’algèbres de Lie, la théorie des formes automorphes et la classification des représentations de carré intégrable des groupes réductifs p-adiques classiques en termes de représentations cuspidales ». Elle est rédactrice en chef de la Revue de l'Institut de mathématiques de Jussieu, de 2002 à 2006.

## Contribution aux mathématiques
Elle travaille à la fois dans la théorie pure des représentations des groupes de Lie réels ou p-adiques (l'étude des représentations unitaires de ces groupes) et dans l'étude du « spectre automorphe » des groupes arithmétiques (l'étude de ces représentations unitaires qui ont une signification arithmétique), en particulier dans le domaine du programme de Langlands. Un exemple frappant de ses réalisations dans ce dernier est sa classification, obtenue avec Jean-Loup Waldspurger, des facteurs discrets non-cuspidaux de la décomposition en composantes irréductibles des espaces de fonctions de carré intégrable invariantes sur des groupes linéaires adéliques généraux ; à cette fin, il a d'abord été nécessaire d'écrire sous une forme rigoureuse la théorie générale des séries d'Eisenstein prévue des années plus tôt par Langlands, ce qu'ils firent dans un séminaire à Paris dont le contenu a ensuite été publié sous forme de livre. Un autre travail remarquable dans ce domaine, avec Waldspurger et Marie-France Vignéras, est un livre sur la correspondance de Howe (en).
Elle a beaucoup travaillé sur le programme de James Arthur visant à classifier les représentations automorphes des groupes classiques, et elle a été invitée à présenter la solution ultime d'Arthur à ses conjectures au séminaire Bourbaki.

## Sélection de publications
1. ↑  Proceedings of the International Congress of Mathematicians, Vol. I, II (Kyoto, 1990), « Sur les formes automorphes de carré intégrable »
2. ↑  C. Moeglin et Jean-Loup Waldspurger, « Le spectre résiduel de GL(n) », Ann. Sci. École Norm. Sup., vol. 22,‎ 1989, p. 605–674 (lire en ligne)
3. ↑  Décomposition spectrale et séries d’Eisenstein. Une paraphrase de l’Écriture., coll. « Progress in Mathematics »
4. ↑  Colette Mœglin, Marie-France Vignéras et Jean-Loup Waldspurger, « Correspondances de Howe sur un corps p-adique », Lecture Notes in Mathematics, Berlin, Springer-Verlag, vol. 1291,‎ 1987, viii+163 (ISBN 3-540-18699-9, DOI 10.1007/BFb0082712)
5. ↑  Séminaire Bourbaki, volume 2012/2013, exposés 1059-1073, coll. « Astérisque », « Le spectre discret des groupes classiques (d’après J. Arthur) »